# Èvre
L'Èvre è un fiume francese che attraversa il dipartimento del Maine e Loira. È un affluente del fiume Loira.
La sua fonte è situata a 1.5 km a nord-est di Vezins e confluisce nella Loira a 3 km a est di Le Marillais.

## Percorso dell'Èvre
Dipartimenti attraversati
- Maine e Loira (49 km)

Comuni attraversati (dalla fonte alla foce)
Dipartimento del Maine e Loira:
- Vezins
- La Tourlandry
- Trémentines
- Le May-sur-Èvre
- La Jubaudière
- Jallais
- La Poitevinière
- Beaupréau
- La Chapelle-du-Genêt
- Le Fief-Sauvin
- Montrevault
- Saint-Pierre-Montlimart
- Saint-Rémy-en-Mauges
- La Boissière-sur-Èvre
- La Chapelle-Saint-Florent
- Botz-en-Mauges
- Saint-Florent-le-Vieil
- Le Marillais